# Gonomyia (Leiponeura) saudiarabiensis
Gonomyia (Leiponeura) saudiarabiensis is een tweevleugelige uit de familie steltmuggen (Limoniidae). De soort komt voor in het Palearctisch gebied.